# Dorfkirche Gösen

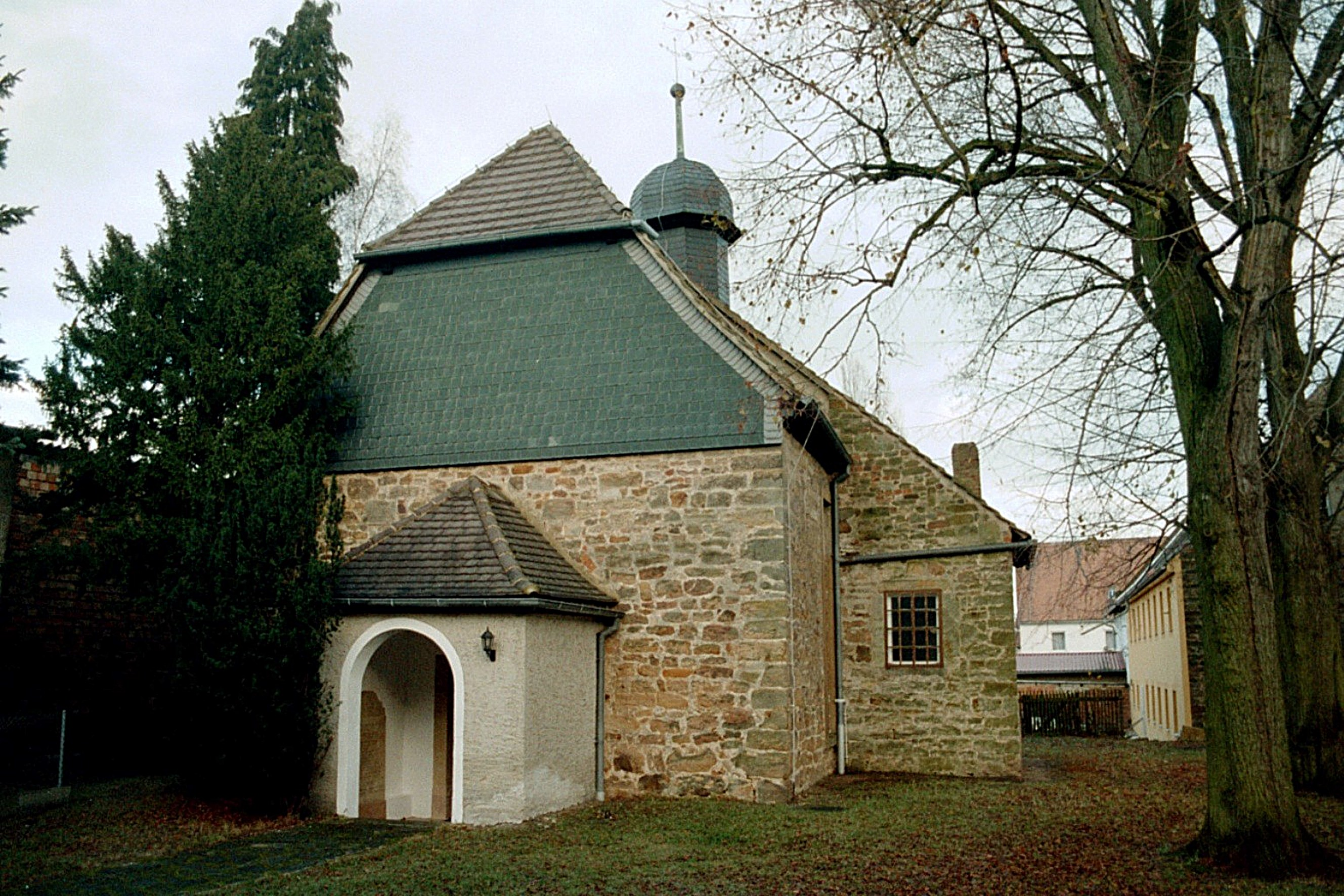
Die Kirche 2005

Die Dorfkirche Gösen steht in der Gemeinde Gösen im Saale-Holzland-Kreis in Thüringen. Sie gehört zum Pfarrbereich Eisenberg-Königshofen im Kirchenkreis Eisenberg der Evangelischen Kirche in Mitteldeutschland.

## Lage
Die Dorfkirche steht versteckt hinter der ersten östlichen Häuserreihe der Dorfstraße Richtung Schkölen mitten im Dorf.

## Geschichte
1529 gab es in der Ortschaft eine Kapelle, aber keine Pfarrei. An Stelle der Kapelle wurde 1811 in unmittelbarer Nachbarschaft des Rittergutes die heute noch stehende Kirche erbaut.
1988 bis 1990 wurde das Kirchenschiff neu eingedeckt sowie Wände, Fußboden und Fenster erneuert. Am 30. August 1990 verursachte ein Blitzschlag erheblichen Schaden. Es kam aber nicht zum Brand. Die Kirche wurde neu gestrichen und Heiligabend konnte Christvesper gefeiert werden.

## Innenraum
Der Innenraum besitzt im Westteil nur eine Tür. An der Ostseite steht der Kanzelaltar. An der Nordseite befindet sich eine Empore. An der Südseite bestand die Kapelle der Gutsherrschaft.

## Orgel
Die Erbauer sind unbekannt. Die Orgel ist zurzeit nicht bespielbar.

## Glocken
Zwei im Turm befindliche Glocken wurden 1861 in Apolda gegossen. Im Ersten Weltkrieg wurde die große Glocke eingeschmolzen, nach Jahren ersetzt und im Zweiten Weltkrieg erneut eingeschmolzen.

## Förderkreis
1960 bildeten Gemeinde- und Nichtgemeindeglieder einen Förderkreis zur Beschaffung einer Glocke. Am 2. Advent 1963 wurde die neue Stahlglocke geweiht.